# Alfred Harker

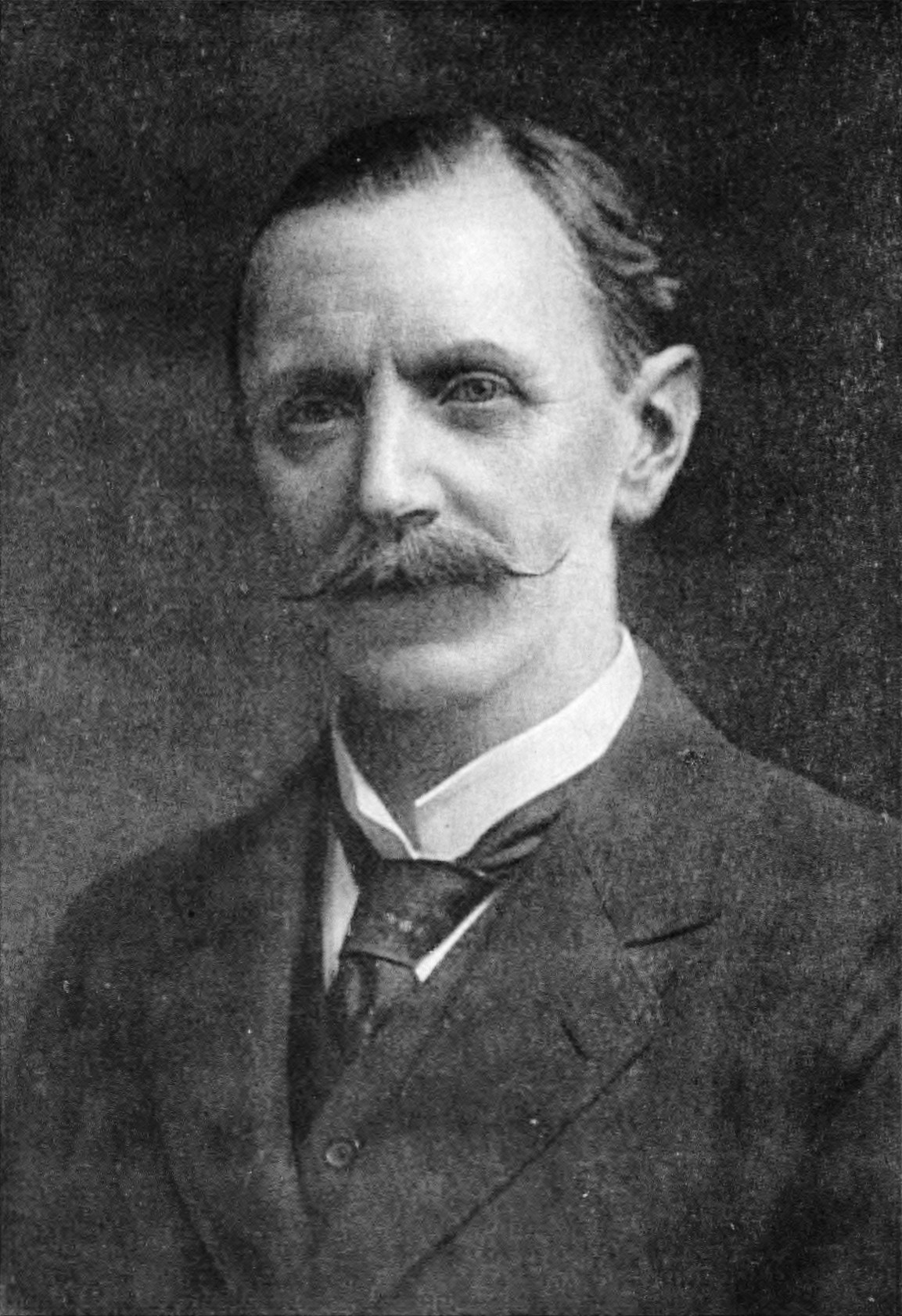
Alfred Harker (1917)

Alfred Harker (* 19. Februar 1859 in Kingston-upon-Hull; † 28. Juli 1939) war ein britischer Geologe, der sich mit Petrologie und der Geologie Schottlands befasste.

## Leben
Harker war der Sohn eines Getreidehändlers aus Yorkshire und studierte an der Universität Cambridge (St. John’s College) mit dem Master-Abschluss 1882. Danach hielt er Vorlesungen über Physik am Newnham College. Ab 1884 war er Demonstrator in der Fakultät für Geologie unter Thomas McKenny Hughes (1832–1917) in Cambridge. 1885 wurde er Fellow des St. John’s College. 1887 untersuchte er metamorphe Gesteine der Ardennen. 1891 begleitete er Hughes zum Internationalen Geologenkongress nach Washington, D.C. 1892 wurde er Lecturer, 1904 University Lecturer und 1908 Reader in Petrologie. Daneben begann er ab 1895 auf Einladung von Archibald Geikie für den Geological Survey Großbritanniens in Schottland, speziell der Insel Skye und anderer Inseln der Inneren Hebriden zu kartographieren. In dieser Zeit wurde er auch Mitglied der schottischen Bergsteigervereinigung (Scottish Mountaineering Club). Später (1889) arbeitete er bei Arbeiten über vulkanische Gesteine im Lake District mit John Edward Marr in Cambridge zusammen. 1931 emeritierte er und wurde Fellow auf Lebenszeit des St. John’s College. Er war ehrenhalber Kurator für Gesteine am Sedgwick Museum der Universität Cambridge, das 1904 eröffnete.
Harker war einer der Pioniere der Verwendung von Dünnschliffen unter dem Mikroskop in der Petrologie.
1922 erhielt er die Wollaston-Medaille und 1907 die Murchison Medal der Geological Society of London. 1916 bis 1918 war er Präsident der Geological Society of London. 1902 wurde er Fellow der Royal Society, deren Royal Medal er 1935 erhielt. Er war Ehrendoktor der McGill University und der Universität Edinburgh.

## Ehrungen
Die Dorsa Harker auf dem Mond ist nach ihm benannt, ebenso der Mount Harker in der Antarktis und der Harker-Gletscher auf Südgeorgien sowie das Mineral Harkerit, das zuerst auf Skye gefunden wurde. Spezielle Diagramme über die chemische Zusammensetzung magmatischer Gesteine werden als Harker Diagramme bezeichnet.

## Schriften
- Petrology for Students: an introduction to the study of rocks under the microscope, Cambridge University Press 1895, 8. Auflage 1957
- The tertiary igneous rocks of Skye, Memoir Geological Survey of Scotland, Glasgow, H. M. Stationery Office, 1904
- The natural history of igneous rocks, Macmillan 1909, New York, Hafner 1965
- Metamorphism: a study of the transformations of rock-masses, London, Methuen 1932, 2. Auflage 1939
- The West highlands and the Hebrides; a geologist’s guide for amateurs, Cambridge University Press 1941
- Notes on geological map reading, Cambridge, 2. Auflage, 1926